# سیمین‌ماهی
سیمین‌ماهی (نام علمی: Osmeridae) نام یک تیره از راسته سیمین‌ماهی‌سانان است.